# Poyntonophrynus beiranus
Poyntonophrynus beiranus es un anfibio anuro de la familia Bufonidae. Anteriormente incluida en el género Bufo.

## Distribución
Es una especie endémica del centro-sur de África que se puede encontrar hasta una altitud de  1000 m en dos poblaciones distintas:
- En el suroeste de Zambia,
- En el centro de Mozambique y el sur de Malaui.

Su hábitat natural son las praderas secas subtropicales o tropicales, llanuras inundables, y marismas de agua dulce intermitentes.

## Publicación original
- Loveridge, 1932 : Eight new toads of the genus Bufo from East and Central Africa. Occasional Papers of the Boston Society of Natural History, vol. 8, p. 43-53.